# Дульсе Мария
Дульсе Мария Эспиноса Совиньон (исп. Dulce María Espinosa Saviñón; род. 6 декабря 1985) — мексиканская актриса

, певица и поэтесса; участница нескольких музыкальных проектов.

## Биография
Дульсе Мария Эспиноса Совиньон родилась 6 декабря 1985 года в городе Мехико; она стала третьей девочкой в семье, помимо двух её сестер Бланки Ирери и Клаудии.
Первые шаги в своей телевизионной карьере девочка сделала снимаясь в различных рекламных роликах. В 1993 году она приняла участие в испаноязычной версии телепрограммы «Улица Сезам», а затем снималась в программе для детей «El Club de Gaby» (букв. «Клуб Габи»).

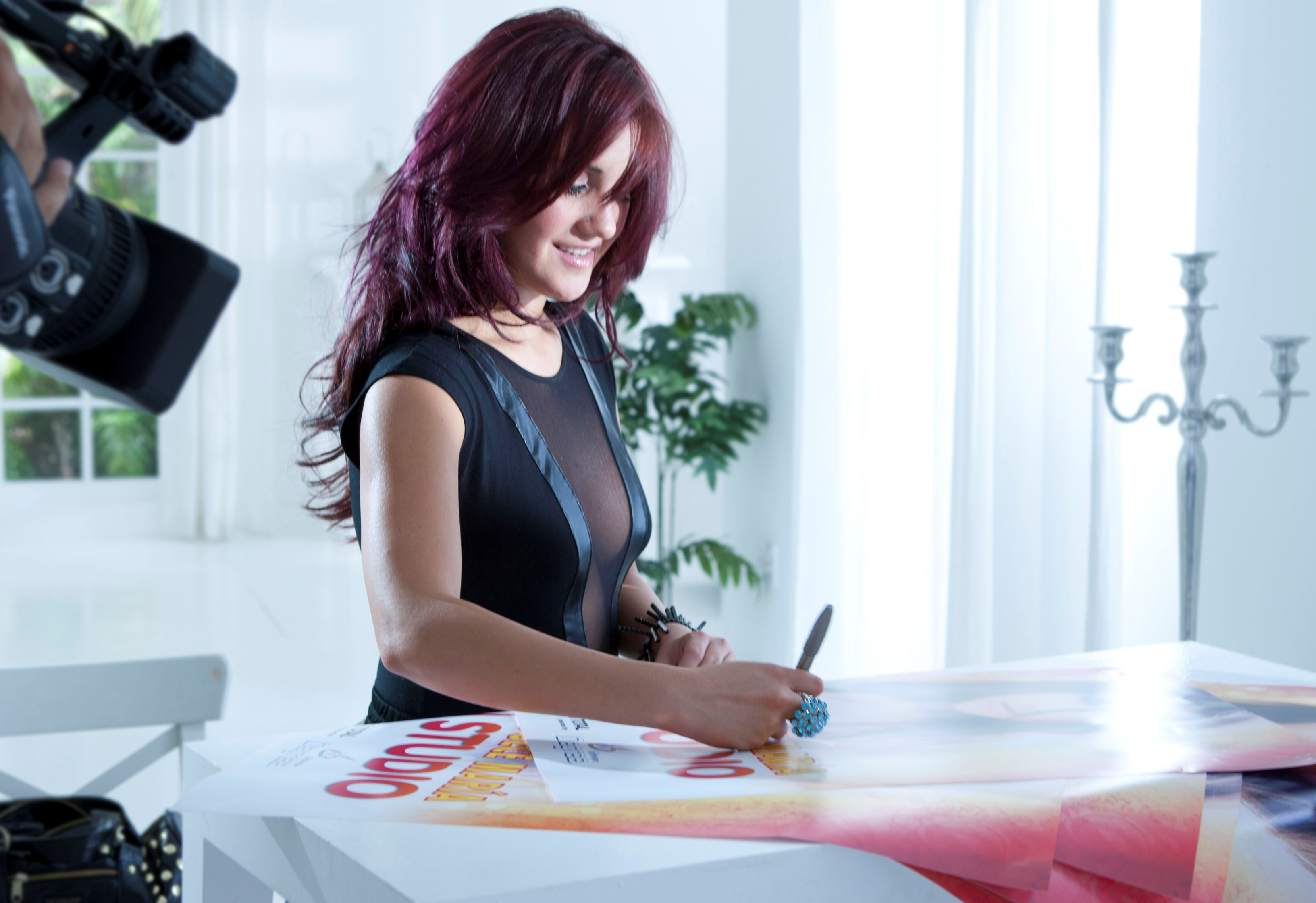
Дульсе Мария

Свою карьеру певицы Дульсе Мария начала в 1996 году, в качестве солистки детской группы «K.I.D.S.». Песни этого коллектива вскоре стали весьма популярны у неё на родине.
В 1999 году вместе со своим тогдашним другом Даниэлем Абифом (также участником «K.I.D.S.»), она покинула группу. Вместе они создали новый музыкальный коллектив «D&D» (по первым буквам имён), но записав лишь пять композиций, по неизвестным причинам расстались.
В 2000 году Дульсе Мария стала участницей женской поп-группы «Джинс».
Одновременно с этим она снялась в нескольких сериалах, что принесло ей ещё большую известность.
В 2005 году Дульсе дебютировала на литературном поприще издав сборник стихов «Dulce Amargo».
В 2006 году ей была вручена премия TVyNovelas лучшей молодой актрисе.
В 2009 году Дульсе Мария подписала контракт с медиахолдингом «Universal Music Group» и вскоре выпустила сольный альбом «Extranjera», а в 2014 году второй альбом — «Sin Fronteras».

## Личная жизнь
В 2019 году вышла замуж за продюсера Пако Альвареса. В 2020 году у них родилась дочь.